# Castelpetroso
Castelpetroso là một đô thị ở tỉnh Isernia trong vùng Molise, có cự ly khoảng 25 km về phía tây của Campobasso và khoảng 10 km về phía đông nam của Isernia. Tại thời điểm ngày 31 tháng 12 năm 2004, đô thị này có dân số 1.708 và diện tích là 22,6 km².
Castelpetroso giáp các đô thị: Carpinone, Castelpizzuto, Pettoranello del Molise, Santa Maria del Molise.